# Mauricio Vila Dosal
Mauricio Vila Dosal (Miguel Hidalgo, 30 marzo 1980) è un politico e avvocato messicano, governatore dello Yucatán dal 2018 al 2024.

## Biografia
Nato nella delegazione Miguel Hidalgo il 30 marzo 1980, si laurea in giurisprudenza presso l'Università Marista di Mérida, consegue poi un master in amministrazione aziendale presso l'Università di Phoenix, in Arizona, e un altro in gestione politica e all'Università George Washington. Prima di diventare politico lavora come imprenditore nel settore della ristorazione.

### Carriera politica
Entra in politica nel Partito Azione Nazionale. Diviene deputato locale nel 2012. Durante quest'incarico diventa presidente della commissione per l'ambiente del Congresso dello Yucatán, dove promuove diverse iniziative e modifiche di legge, tra cui quella che considera il maltrattamento degli animali un reato con sanzioni economiche e il carcere, la gestione integrale dei rifiuti solidi e la promozione dell'uso della bicicletta.
Si candida poi come sindaco della città di Mérida alle elezioni del 2015, dove vince, assumendo la carica dal 1º settembre 2015 e rimanendo fino al 7 gennaio 2018, quando annuncia le sue dimissioni al fine di cercare la candidatura come governatore dello Yucatán. Nel febbraio successivo annuncia ufficialmente di candidarsi alle elezioni di luglio.
Vince col 57,9% dei voti, venendo eletto governatore. Entra in carica ufficialmente il 1º ottobre 2018. Il 7 maggio 2024 annuncia le sue dimissioni per poter realizzare la sua campagna elettorale perché candidato al Senato nelle successive elezioni presidenziali. Prende il suo posto María Dolores Fritz Sierra.

## Vita privata
È sposato con María Eugenia Ortiz Abraham, con la quale ha tre figli; Alejandrina, Mauricio e Santiago.